# انفجارهای ۲۰۲۱ باتا
در بعد از ظهر ۷ مارس ۲۰۲۱، چهار انفجار در یک پادگان نظامی در محله Nkoantoma، یک منطقه در باتا، بزرگترین شهر و پایتخت تجاری کشور گینه استوایی در مرکز آفریقا رخ داد. حداقل ۱۰۸ نفر جان خود را از دست دادند و بیش از ۶۰۰ نفر دیگر زخمی شدند، در حالی که خسارات قابل توجه زیرساختی نیز در سراسر شهر رخ داد.